# Falcophantis westcotti
Falcophantis westcotti är en insektsart som beskrevs av Fletcher 1988. Falcophantis westcotti ingår i släktet Falcophantis och familjen Flatidae. Inga underarter finns listade i Catalogue of Life.